# Alexandre Bustillo
Alexandre Bustillo, nascut a Saint-Cloud el 10 d'agost de 1975, és un director de cinema i guionista francès.

## Biografia
Alexandre Bustillo es va apassionar molt jove pel món del cinema. Cineasta marcat per pel·lícules com Halloween, Tauró i The Innocents, el jove home va entrar a la Universitat de Saint-Denis d'on va marxar amb un màster en cinema i audiovisual. Posteriorment es va convertir en projeccionista i periodista de la revista Mad Movies i també editor de les revistes de música Velvet i Hard N'Heavy.
El 2006, va conèixer Julien Maury amb qui va fer la pel·lícula À l'intérieur (2007), una pel·lícula de terror protagonitzada per Béatrice Dalle i Alysson Paradis. La pel·lícula va ser seleccionada per a la Setmana de la Crítica del 60è Festival Internacional de Cinema de Canes i va ser elegible per a la Càmera d'or.
Aleshores, el duet de directors va rebutjar diverses propostes nord-americanes, com ara els remakes de Hellraiser, de Malson a Elm Street i Halloween.
El 2011, juntament amb Julien Maury, Alexandre Bustillo va dirigir Livide, una pel·lícula de cases encantades.
L'any 2014 va dirigir amb Julien Maury la pel·lícula Aux yeux des vivants, presentada al Festival SXSW d'Austin.
El 2017, amb Alexandre Bustillo, va dirigir Leatherface, la vuitena pel·lícula de la sèrie The Texas Chainsaw Massacre (producció americana). Preqüela de la pel·lícula de culte de Tobe Hooper, la pel·lícula se centra en l'adolescència de l'assassí.
El 2020, Julien Maury i Alexandre Bustillo van rodar la pel·lícula Kandisha.
El 2021, va dirigir, de nou amb Julien Maury, la pel·lícula The Deep House, una pel·lícula de terror protagonitzada per Camille Rowe i James Jagger (fill de Mick ) .
El 2024, va dirigir la pel·lícula "Le mangeur d'âmes", protagonitzada, entre d'altres, per Virginie Ledoyen, Sandrine Bonnaire i Francis Renaud.

## Filmografia
- 2007 : À l'intérieur amb Julien Maury
- 2011 : Livide amb Julien Maury
- 2014 : Aux yeux des vivants amb Julien Maury
- 2014 : ABCs of Death 2, segment Xylophone amb Julien Maury
- 2017 : Leatherface amb Julien Maury
- 2020 : Kandisha amb Julien Maury
- 2021 : The Deep House amb Julien Maury
- 2024 : Le Mangeur d’âmes amb Julien Maury